# Dean Ormston
Dean Ormston, né en 1961, est un dessinateur de comics britannique.

## Biographie
Dean Ormston naît en 1961 dans le Yorkshire. Après avoir un diplôme à l'université de Leeds en art, il commence à travailler pour le magazine 2000 AD. En 1995, il travaille pour DC Comics sur des comics publiés dans la collection Vertigo (Sandman, Sandman Mystery Theatre, Lucifer, etc.). Il a aussi dessiné des comics pour d'autres éditeurs comme Dark Horse Comics, Image Comics, etc.)

## Œuvre

### Albums publiés en français
- Les Cannibales, scénario de Peter Milligan, dessins de Dean Ormston, Éditions du Masque, collection Atmosphères, 1999  (ISBN 2-7024-9351-3)
- Sandman, scénario de Neil Gaiman, Panini Comics, collection Vertigo cult

9. Les Bienveillantes, dessins de Richard Case, D'Israeli, Glyn Dillon, Dean Ormston, Teddy Kristiansen, Charles Vess et Marc Hempel, 2008  (ISBN 978-2-8094-0410-4)
- The Crow - Cité des Anges, scénario de John Wagner, dessins de Dean Ormston, DisjoNcteur

1. Cité des Anges 1, 1997
2. Cité des Anges 2, 1997

### Albums publiés en anglais
- House of Secrets, scénario de Steven T. Seagle, DC Comics, collection Vertigo

11. The Book of Law (1), dessins de Dean Ormston, 1997
- Judge Dredd, Mandarin paperbacks, collection 2000 AD

Raptaur, scénario Alan Grant, dessins de Dean Ormston, 1992
- Lucifer, scénario de Mike Carey, DC Comics, collection Vertigo

Book One, dessins de Dean Ormston, Chris Weston, Ryan Kelly, James Hodgkins, Peter Gross et Scott Hampton, 2013  (ISBN 978-1-401-24026-4)
A Dalliance with the Damned, dessins de Dean Ormston, Ryan Kelly et Peter Gross, 2002  (ISBN 1-563-89892-6)
- Northlanders, DC Comics, collection Vertigo

Blood in the Snow, scénario de Brian Wood, dessins de Dean Ormston, Vasilis Lolos, Davide Gianfelice et Danijel Žeželj, 2010  (ISBN 978-1-401-22620-6)

## Récompense
- 2017 : Prix Eisner de la meilleure nouvelle série pour Black Hammer (avec Jeff Lemire)